# Challenger de Biena
El Challenger Biel/Bienne es un torneo profesional de tenis. Pertenece al ATP Challenger Tour. Se juega desde el año 2021 sobre pistas de dura bajo techo, en Biena, Suiza.

## Palmarés

### Individuales
| Año  | Campeón        | Finalista          | Resultado      |
| ---- | -------------- | ------------------ | -------------- |
| 2021 | Liam Broady    | Marc-Andrea Hüsler | 7–5, 6–3       |
| 2022 | Jurij Rodionov | Kacper Żuk         | 7–6(3), 6–4    |
| 2023 | Jurij Rodionov | Liam Broady        | 6–3, 0–0, ret. |

### Dobles
| Año  | Campeones                             | Finalistas                          | Resultado |
| ---- | ------------------------------------- | ----------------------------------- | --------- |
| 2021 | Ruben Bemelmans Daniel Masur          | Marc-Andrea Hüsler Dominic Stricker | Walkover  |
| 2022 | Pierre-Hugues Herbert Albano Olivetti | Purav Raja Ramkumar Ramanathan      | 6–3, 6–4  |
| 2023 | Constantin Frantzen Hendrik Jebens    | Victor Vlad Cornea Franko Škugor    | 6–2, 6–4  |